# Jochen Stücke

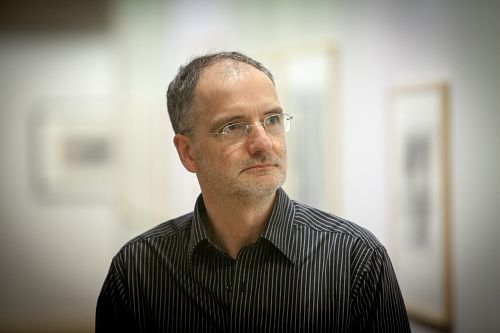
Jochen Stücke

Jochen Stücke (* 1962 in Münster) ist ein deutscher Designer. Er lehrt seit 2010 Zeichnen, Illustration und Künstlerische Druckgrafik am Fachbereich Design der Hochschule Niederrhein in Krefeld.

## Leben
Stücke studierte von 1982 bis 1987 an der Fachhochschule Münster im Fachbereich Design bei Rolf Escher. Danach folgten diverse Stipendien im In- und Ausland, darunter Norwegen und Frankreich, und ein Studium der Freien Kunst an der Hochschule für Bildende Künste Braunschweig von 1992 bis 1996. Hauptwerk sind die Pariser Alben. Querschnitte durch diesen Zyklus zeigte er beispielsweise im Rahmen einer Ausstellung im Von der Heydt-Museum im Jahr 2014. Zeichnungen Stückes wurden unter anderem 2012 und 2016 vom Musée Carnavalet in Paris erworben. Seit Oktober 2016 stellt er unter dem Titel „Moyländer Episoden“ im Museum Schloss Moyland aus.
Im Jahre 2002 wurde Stücke Professor für zeichnerische Grundlagen an der Hochschule Niederrhein. 2010 beantragte er die Umwidmung seiner Professor in Zeichnen, Illustration und Künstlerische Druckgraphik, die der Fachbereichsrat des Fachbereichs Design mit einfacher Mehrheit genehmigte. 2006 wurde er mit dem Lehrpreis der Hochschule Niederrhein ausgezeichnet und 1996 war er Gastdozent an der Woodbury University, Burbank in Los Angeles. Außerdem war Stücke eine Amtsperiode Dekan des Fachbereichs Design der Hochschule Niederrhein.

## Publikationen
Kataloge:
- Joschka Meiburg (Hrsg.): Jochen Stücke. Hinter den Kulissen. Zeichnung und Druckgraphik zur Kunst und Literatur. Kreis Unna, Der Landrat, Fachbereich Kultur, Unna 2005. ISBN 978-3-924210-49-6
- Theodor Helmert-Corvey (Hrsg.), Peter Dittmar (Mitw.): Jochen Stücke. Paris, Album I 2004–2008. Christof Kerber Verlag Bielefeld 2009, ISBN 978-3-86678-215-0.[6]
- Thomas Hengstenberg (Hrsg.): Jochen Stücke. Paris, Album II 2008–2012. Druck & Verlag Kettler, Bönen 2013. ISBN 978-3-86206-287-4
- Jochen Stücke: Moyländer Episoden. Friedrich – Voltaire – Beuys. Kettler Verlag, Dortmund 2016. ISBN 978-3-86206-602-5

Weiteres:
- Heinrich Heine, Theo Schuster (Hrsg.): Die Überfahrt zur Weißen Insel. Schuster Verlag, Leer 2003. ISBN 978-3-7963-0360-9
- Jurjen van der Kooi (Hrsg.), Theo Schuster (Hrsg.), Jochen Stücke (Ill.): Die Frau, die verlorenging. Sagen aus Ostfriesland. Schuster Verlag, Leer 2003. ISBN 978-3-7963-0358-6
- Jochen Stücke: Dem Schrecken folgt die Kraft. Jan Manntje im Papierhäuschen. [Illustrationsprojekt an der Hochschule Niederrhein, Fachbereich Design], Krefeld 2005
- Jochen Stücke (Hrsg. u. Textausw.): Pariser Ansichten. Anthologie. Edition Visel, Maximilian Dietrich Verlag, Memmingen 2007. ISBN 978-3-87164-164-0
- Henri Heine, Le Tambour Legrand. Idées, précédé d'une étude sur Heine par Théophile Gautier, dessins de Jochen Stücke, avec un essai de Georges-Arthur Goldschmidt et une postface de Sylvie Le Ray-Burimi, Paris, Prodromus, 2017. ISBN 978-2-918432-11-1